# Пођо Капане
Пођо Капане (итал. Poggio Capanne) је насеље у Италији у округу Гросето, региону Тоскана.
Према процени из 2011. у насељу је живело 137 становника. Насеље се налази на надморској висини од 368 м.